# Koszkino (obwód wołogodzki)
Koszkino (ros. Кошкино) – wieś w Rosji, w rejonie grazowieckim obwódu wołogodzkiego. W 2021 r. była niezamieszkana.